# Lee Jung-jae
Dans ce nom coréen, le nom de famille, Lee, précède le nom personnel.
Lee Jung-jae (hangeul : 이정재 ; hanja : 李政宰 ; RR : I Jeong-jae ; MR : Yi Chŏngchae) est un acteur sud-coréen, né le 15 décembre 1972 à Séoul.
Il se fait connaître dans le monde grâce au rôle de Seong-Gi-Hun dans la série Squid Game, diffusée sur Netflix.

## Biographie

### Jeunesse et formation
Lee Jung-jae naît le 15 décembre 1972 dans l'arrondissement de Jung à Séoul. Il fréquente l'université Dongguk, d'où il sort avec le master du Département Arts du théâtre et cinématographie aux Graduate School of Cultural Arts en août 2008. Il fait son premier pas dans le théâtre en décembre il interprète des rôles titulaires dans Hamlet in Water, dont la pièce a prolongé de quatre jours au théâtre de son alma mater Lee Hae-rang.

### Carrière

#### Débuts
Alors qu'il travaillait dans un café dans le quartier d'Apgujeong, dans le district de Gangnam, Lee Jung-jae est découvert par le styliste Ha Yong-soo, puis travaille comme mannequin pendant plusieurs années.
En 1993, il commence sa carrière d'acteur, dans la série télévisée Dinosaur Teacher il devient une star internationale, et, par la suite, se voit souvent proposer des rôles principaux.
En 1994, il reçoit des critiques favorables pour son rôle dans le long métrage The Young Man de Bae Chang-ho, sauf que c'est la série Feelings qui fera de lui une révélation. En décembre de la même année, alors qu'il vient de finir le tournage des séries Love is Blue et Sandglass, il se voit contraint d'effectuer un service militaire obligatoire, à partir du lendemain de Noël, pour un an et six mois.
En 1997, revenu de son service militaire, il rencontre un échec dans sa carrière d'acteur, il décide alors de retourner à l'université de Dongguk pour participer au département Arts de théâtre et cinématographie.

#### Popularité
En 1998, Lee Jung-jae se fait à nouveau un nom grâce au film primé An Affair de Lee Jae-yong, puis City of the Rising Sun de Kim Seong-su, un autre succès pour lequel il remporte le prix du meilleur acteur aux cérémonies des Blue Dragon Film Awards et Korean Association of Film Critics Awards.

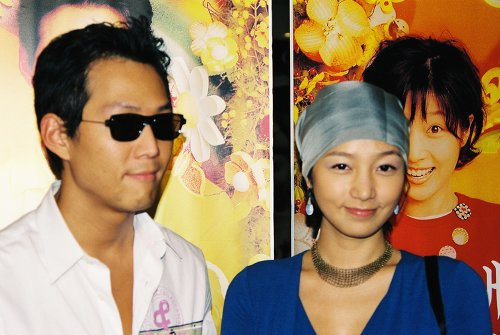
Lee Jung-jae et Jang Jin-young pour la présentation du film Over the Rainbow, en 2003.

En 2003, il joue, aux côtés de Jang Jin-young, dans le film Over the Rainbow d'Ahn Jin-woo.
En 2003, il joue, aux côtés de Lee Beom-soo, dans la comédie Oh ! Brothers qui représente l'un de ses plus grands succès, dépassant trois millions d'entrées au box-office.
En 2005, après deux ans d'absence, il revient dans le film d'action à gros budget, Typhoon, de Kwak Kyung-taek, aux côtés de Jang Dong-gun.

#### Effondrement
Dix ans après la série Sandglass (1995), Lee Jung-jae fait son retour à la télévision pour incarner un agent du National Intelligence Service dans Air City (2007) et un média planner dans Triple (2009), mais aucun des deux ne rencontre un succès.
En 2008, il tient le rôle principal dans la comédie The Accidental Gangster and the Mistaken Courtesan de Yeo Kyun-dong, qui ne rencontre pas un succès au box-office, mais reste l'un des films les plus mémorables. Comme il a expliqué, il voulait essayer de jouer un autre type de rôle, un comique à la fois canon et lâche.

#### Retour en force
En 2009, Lee Jung-jae se voit incarner un riche propriétaire prenant une aide-gouvernante pour maîtresse dans le thriller érotique The Housemaid d'Im Sang-soo, remake du film La Servante (1960) de Kim Ki-young. Ce film est présenté en avant-première mondiale au Festival de Cannes 2010, puis au Festival international du film de Toronto 2010.
En 2012, la production Caper Films le choisit, aux côtés de Kim Yun-seok, Gianna Jun, Kim Hye-soo et Simon Yam, pour le film d'action Les Braqueurs de Choi Dong-hoon, qui devient le deuxième film le plus rentable de l'histoire du cinéma en Corée du Sud,.

## Affaires judiciaires
En 1999, Lee Jung-jae est arrêté par la police de Gangnam pour conduite en état d'ivresse. La même année, il est accusé d'avoir agressé un homme avec un ami, puis une jeune femme dans un night-club de Pusan.

## Filmographie

### Cinéma
- 1994 : Jeolmeun namja (젊은 남자) de Bae Chang-ho : Lee Han (premier long métrage)
- 1998 : Jeongsa (정사) de Lee Jae-yong : Woo-in
- 1999 : Taeyangeun eobda (태양은 없다) de Kim Seong-su : Hong-gi
- 2002 : Over the Rainbow (오버 더 레인보우) d'Ahn Jin-woo : Lee Jin-soo
- 2010 : The Housemaid (하녀) d'Im Sang-soo : Hoon
- 2012 : Les Braqueurs (도둑들) de Choi Dong-hoon : Popeye
- 2013 : Gwansang (관상) de Han Jae-rim : Prince Soo-yang
- 2013 : New World (신세계) de Park Hoon-jung : Lee Ja-seong
- 2015 : Assassination (암살) de Choi Dong-hoon : Yeom Seok-jin
- 2016 : Memories of War (인천상륙작전) de Lee Jae-han : Jang Hak-soo
- 2017 : Along With the Gods : Les Deux Mondes ( 신과함께: 죄와 벌) : Yeomra
- 2018 : Along With the Gods : Les 49 Derniers Jours (신과함께: 인과 연 ) : Yeomra
- 2020 : Deliver Us from Evil (다만 악에서 구하소서) de Hong Won-chan : Ray
- 2022 : Hunt (헌트) de lui-même : Park Pyeong-ho
- 2024 : Revolver (리볼버) de Oh Seung-uk : Lim Seok-yong

### Séries télévisées
- 1993 : Dinosaur Teacher (공룡선생) : lui-même
- 2021 -2025 : Squid Game (오징어 게임) : no 456 / Seong Gi-hun
- 2024 : The Acolyte : Sol

## Distinctions

### Récompenses
- 1995 : Baek Sang Art Awards du meilleur nouvel acteur dans un drame pour Jeolmeun namja
- 1995 : Blue Dragon Awards du meilleur acteur dans un drame pour Jeolmeun namja
- 1995 : Grand Bell Awards du meilleur acteur dans un drame pour Jeolmeun namja
- 1995 : Korean Association of Film Critics Awards du meilleur acteur dans un drame pour Jeolmeun namja
- 1999 : Blue Dragon Awards du meilleur acteur dans un drame pour Taeyangeun eobda
- 1999 : Korean Association of Film Critics Awards  du meilleur acteur dans un drame pour Taeyangeun eobda
- 2002 : Verona Love Screens Film Festival du meilleur acteur pour Sunaebo
- 2013 : Blue Dragon Awards du meilleur acteur dans un second rôle pour Gwansang
- Grand Bell Awards 2013 : Lauréat du Prix de l'acteur le plus populaire pour Gwansang
- 2014 : Baek Sang Art Awards du meilleur acteur dans un second rôle pour Gwansang
- 2014 : KOFRA Film Awards du meilleur acteur dans un second rôle pour Gwansang
- 2014 : Korean Association of Film Critics Awards du meilleur acteur pour Gwansang et pour New World
- 2015 : Buil Film Awards du meilleur acteur pour Assassination
- 2015 : Festival international du film de Busan du meilleur acteur de l'année
- Asia Artist Awards 2020 : Lauréat du Grand Prix du Jury du meilleur acteur de l'année  pour Deliver Us from Evil
- Asia Artist Awards 2021 :
  - Lauréat du Grand Prix du Jury du meilleur acteur dans une série télévisée dramatique pour Squid Game
  - Lauréat du Grand Prix Fabulous du meilleur acteur dans une série télévisée dramatique pour Squid Game
- Critics' Choice Movie Awards 2022 : Meilleur acteur dans une série télévisée dramatique pour Squid Game
- 2022 : Critics' Choice Super Awards du meilleur acteur dans une série télévisée dramatique pour Squid Game
- 2022 : Film Independent Spirit Awards du meilleur acteur dans une nouvelle série télévisée dramatique pour Squid Game
- 2022 : Hollywood Critics Association Television Awards du meilleur acteur dans une série télévisée dramatique pour Squid Game
- Screen Actors Guild Awards 2022 : Meilleur acteur dans une série dramatique pour Squid Game
- Primetime Emmy Awards 2022 : Meilleur acteur dans une série télévisée dramatique pour Squid Game

### Nominations
- Australian Academy of Cinema and Television Arts Awards 2021 : Meilleur acteur dans une série télévisée dramatique pour Squid Game
- 2021 : Gotham Independent Film Awards du meilleur acteur dans une série télévisée dramatique pour Squid Game
- 2021 : Pena de Prata du meilleur acteur dans une série télévisée dramatique pour Squid Game
- 2022 : Critics' Choice Super Awards du meilleur acteur dans une série télévisée dramatique pour Squid Game
- 2022 : Director's Cut Awards du meilleur acteur dans une série télévisée dramatique pour Squid Game
- Golden Globes 2022 : Meilleur acteur dans une série télévisée dramatique pour Squid Game
- Screen Actors Guild Awards 2022 : Meilleure distribution pour une série dramatique pour Squid Game partagé avec Heo Sung-tae, Jun Young Soo, Hoyeon, Kim Joo-ryoung, Lee Byung-hun, Oh Yeong-su, Park Hae-soo, Anupam Tripathi et Wi Ha-joon